# Brian Head
Brian Head est une municipalité américaine située dans le comté d'Iron en Utah. Lors du recensement de 2010, sa population est de 83 habitants.
Selon le Bureau du recensement des États-Unis, la municipalité s'étend en 2010 sur une superficie de 3,10 milles carrés (8,03 km2). Elle accueille la station de ski de Brian Head Ski Resort, qui s'étend sur 263 hectares et compte 71 pistes.
Elle doit son nom à un géologue nommé Brian ou à William Jennings Bryan.